# Etterbeek
Etterbeek és una de les 19 comunes de la Regió de Brussel·les-Capital.
L'1 de gener de 2005, tenia 41097 habitants (segons l'INS) en una superfície de 3,1552 km² (uns 13 025 habitants/km²). El seu codi postal és 1040.
És veïna de les comunes de Brussel·les, Ixelles, Auderghem, Woluwe-Saint-Pierre, Woluwe-Saint-Lambert i Schaerbeek.

## Fills il·lustres
- François Englert (1932 -) científic, Premi Nobel de Física de l'any 2013.
- François Weyergans (1941 - 2019) escriptor i director de cinema, Premi Goncourt de l'any 2005.